# Pierre Coffin

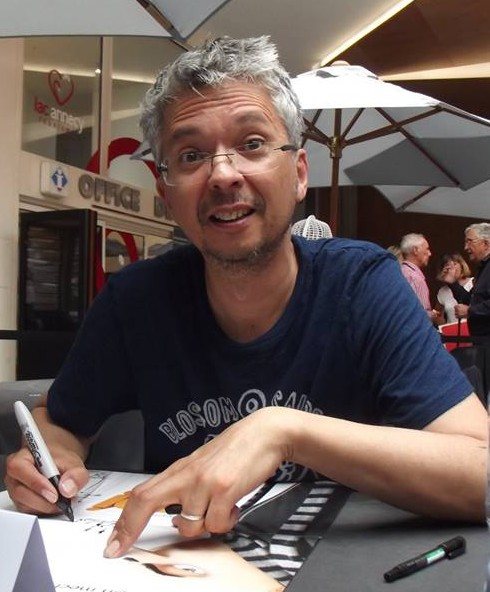
Pierre Coffin (2017)

Pierre-Louis Padang Coffin (* 1. November 1967) ist ein französischer Animator, Synchronsprecher und Filmregisseur. Bekannt wurde er durch seine Arbeit an den Filmen der Filmreihe Ich – Einfach unverbesserlich, in denen er neben der Regie auch die von ihm geschaffenen Figuren der Minions spricht.

## Leben
Pierre Coffin wurde 1967 als Sohn des französischen Diplomaten Yves Coffin und der indonesischen Schriftstellerin Nh. Dini geboren. Er hat eine Schwester. Die Familie lebte in Kambodscha und Japan, bevor sie in den 1970er Jahren nach Paris zog. Von 1985 bis 1988 studierte er Filmwissenschaften an der Pariser Sorbonne. Von 1990 bis 1993 setzte er seine Ausbildung an der Pariser Animationsschule Gobelins, l'École de l'Image fort.
Danach zog er nach Großbritannien, wo er für Steven Spielbergs Animationsstudio Amblimation tätig war. Dort arbeitete er unter anderem an Animationen für den Film Vier Dinos in New York. Danach war er als Freelancer an verschiedenen Projekten beteiligt und erstellte unter anderem Computeranimationen für das Nationale Zentrum für Pädagogische Dokumentation und das französische Fernsehen.
Ab 1996 war er leitender Animationsspezialist beim französischen Studio Ex Machina, wo er Kurzfilme wie Flying Fish Tobby Who Aimed for the Stars und Pings (beide 1997) realisierte. Mit Pings fand sein eigener visueller Stil erstmals Anerkennung. Später wechselte er als Leiter der Animation zum Studio Wanda und dann zu Passion Pictures. Dort realisierte er zahlreiche Werbespots und die Kurzfilmserie Polar Bears für BBC1. Seine Fernsehserie Pat et Stan wurde auf dem Festival d’Animation Annecy 2009 präsentiert.
2008 engagierte Chris Meledandri Coffin und den Animator Chris Renaud als Regisseure für den Film Ich – Einfach unverbesserlich. Der Film wurde sowohl von Kritikern als auch vom Publikum positiv aufgenommen. Für ihre Arbeit wurden Coffin und Renaud bei den 38th Annie Awards in der Kategorie Beste Regie in einem Animationsfilm nominiert. Beim Nachfolger Ich – Einfach unverbesserlich 2 aus dem Jahre 2013 übernahmen Coffin und Renaud erneut die Regie. 2015 übernahm er gemeinsam mit Kyle Balda die Regie im Spin-off Minions. In allen drei Filmen ist Coffin auch als Synchronstimme einiger Minions zu hören. 2017 folgte Ich – Einfach unverbesserlich 3.
Coffin hat einen Sohn und eine Tochter.

## Filmografie (Auswahl)
Animation
- 1993: Vier Dinos in New York (We're Back! A Dinosaur's Story)
- 1997: Flying Fish Tobby Who Aimed for the Stars (Kurzfilm)
- 1997: Pings (Kurzfilm)
- 1999: Sea Squad (Kurzfilm)

Regie
- 2003: Gary's Fall (Kurzfilm)
- 2004–2017: Pat et Stanley (Fernsehserie, 359 Episoden)
- 2006: Le Trésor de Pit et Mortimer (Kurzfilm)
- 2010: Ich – Einfach unverbesserlich (Despicable Me)
- 2011: Brad & Gary (Kurzfilm)
- 2013: Ich – Einfach unverbesserlich 2 (Despicable Me 2)
- 2015: Minions
- 2017: Ich – Einfach unverbesserlich 3 (Despicable Me 3)